# Naum Eitingon
Naum Isaakowicz Eitingon (ros. Наум Исаакович Эйтингон, Эйдингтон, Эттингтон, hebr. נחום אייטינגון, znany także jako Leonid Aleksandrowicz Eitingon, ros. Леонид Александрович Эйтингон; ur. 31 maja?/12 czerwca 1899 w Szkłowie, zm. 3 maja 1981 w Moskwie) – oficer radzieckiego wywiadu i innych służb specjalnych, generał major.

## Życiorys
Urodził się w rodzinie żydowskiego urzędnika fabryki papieru.
Pomiędzy majem a październikiem 1917 wstąpił do partii lewicowych eserów; od października 1919 był członkiem Rosyjskiej Komunistycznej Partii (bolszewików).
Ukończył 7 klas szkoły handlowej w Mohylewie. W 1918 wstąpił do Armii Czerwonej.
W okresie „komunizmu wojennego” aktywnie działał w procesie rekwizycji i „walki z kułactwem”. W kwietniu 1919 został wysłany do Moskwy na szkolenie we Wszechrosyjskiej Radzie Spółdzielczości Robotniczej. Po powrocie od września 1919 roku na Białorusi, brał udział w obronie Homla w oddziałach komunistów.
Następnie pracował w Homlu jako instruktor związków zawodowych.

### Służba w wywiadzie i innych instytucjach
Od maja 1920 był zatrudniony w organach bezpieczeństwa. Pierwsze stanowisko – komisarz rejonu umocnionego Homel, następnie komisarz spraw wojskowych, członek zarządu, zastępca przewodniczącego homelskiego CzeKa. Uczestniczył w akcji rozpracowania i ujawnienia zdrady E. O. Opperputa, likwidacji organizacji sawinkowców i walce przeciwko oddziałom gen. Stanisława Bułak-Bałachowicza.
W październiku 1921 roku w bitwie pod Dawydowką został ciężko ranny w lewą nogę, przebywał w szpitalu przez 4 miesiące.
Od marca 1922 był członkiem Zarządu GPU Baszkirii. Od maja 1923 był członkiem centralnego aparatu OGPU, najpierw jako komisarz, a następnie zastępca szefa wydziału Oddziału Wschodniego, jednocześnie studiując na Wydziale Studiów Orientalnych Wojskowej Akademii RKKA.
Od października 1925 – w Oddziale Zagranicznym OGPU, zajmowane stanowiska:
- rezydent OGPU w Szanghaju (1925–1926)
- rezydent OGPU w Pekinie (1926–1927) pod przykryciem konsula ZSRR
- rezydent OGPU w Szanghaju (1927–1929), pod przykryciem konsula ZSRR; wiosną 1929 roku siatka wywiadowcza, którą kierował, została częściowo rozbita przez kontrwywiad chiński
- rezydent OGPU w Stambule (1929–1930), oficjalnie attaché konsulatu ZSRR; od grudnia 1929 podlegała mu także siatka agenturalna w Grecji; w tym okresie występuje pod nazwiskiem Leonid Naumow
- zastępca kierownika specjalnej grupy Przewodniczącego OGPU (1930–1931)
- szef 8 Wydziału Oddziału Zagranicznego OGPU (1931)
- delegowany do Francji, następnie do Belgii (1931–1933)
- szef 1 Wydziału Oddziału Zagranicznego OGPU (marzec – druga połowa 1933)
- delegowany do USA (1933–1936), pracował tam z nielegałami
- zastępca rezydenta NKWD w Hiszpanii (Orłowa) (1936–1938), w tym okresie występuje pod nazwiskiem Leonid Aleksandrowicz Kotow, Grozowski, Leonow, Naumow, Towarzysz Pablo
- rezydent NKWD w Hiszpanii (1938–1939), po klęsce rządu republikańskiego w wojnie domowej organizował ewakuację radzieckich specjalistów i ochotników, z terytorium Francji kierował hiszpańską siecią agenturalną NKWD

Od 1939 do maja 1941 bierze udział w operacji „Kaczka” (Zabójstwo Trockiego), najpierw w Paryżu, a od października 1939 – w Nowym Jorku, w końcowej fazie operacji zaś w Meksyku. Po zabiciu Trockiego (20 sierpnia 1940) uciekł na Kubę i na początku 1941 przez Nowy Jork i Chiny wrócił do ZSRR, do Moskwy przyjechał w maju 1941.
- zastępca kierownika Specjalnej Grupy Ludowego Komisarza Spraw Wewnętrznych (terror i dywersja na tyłach przeciwnika) (5 lipca – 1 września 1941)
- zastępca szefa 1 Zarządu NKWD (wywiad) (11 sierpnia – 1 września 1941)
- delegowany do Turcji (1941 – sierpień 1942), zorganizował nieudany zamach na niemieckiego ambasadora w Turcji, von Papena
- zastępca szefa 4 Zarządu NKWD ZSRR (terror i dywersja na tyłach przeciwnika) (20 sierpnia 1942 – maj 1943)
- zastępca szefa 4 Zarządu NKGB – MGB (terror i dywersja na tyłach przeciwnika) (maj 1943 – październik 1946)
- zastępca Dyrektora Wydziału „S” z NKWD ZSRR (koordynacja działań wywiadowczych związanych z problematyką atomową) (27 września 1945 – styczeń 1946)
- zastępca Dyrektora Wydziału „S” (jak wyżej) NKGB – MGB (10 stycznia 1946 – 30 maja 1947)
- zastępca szefa „DR” MGB (dywersyjno-wywiadowczy) (15 lutego 1947 – 9 września 1950)
- zastępca szefa Biura Numer 1 MGB (operacje specjalne za granicą) (1950 – październik 1951)

19 października 1951 aresztowany w ramach „sprawy Abakumowa”. 19 marca 1953 zwolniony z braku dowodów, zrehabilitowany, na osobiste polecenie Berii otrzymał jako odszkodowanie 35 000 rubli. Przywrócony do służby.
- zastępca szefa 9 Oddziału Ministerstwa Spraw Wewnętrznych ZSRR (terror i dywersja za granicą) (31 maja – 20 lipca 1953)

20 lipca 1953 został odwołany z Ministerstwa Spraw Wewnętrznych, 21 sierpnia 1953 ponownie aresztowany w „sprawie Berii”. 6 marca 1957 został skazany przez Kolegium Wojskowe Sądu Najwyższego na 12 lat więzienia, odbywał karę w więzieniu Włodzimierz. Zwolniony w marcu 1964 roku, od 1965 pracował jako redaktor w periodyku „Stosunki międzynarodowe” („Международные отношения”).
Zmarł na wrzody żołądka w Centralnym Szpitalu Klinicznym w Moskwie. W 1992 został pośmiertnie zrehabilitowany.

### Awanse
- kapitan bezpieczeństwa państwowego (20 grudnia 1936)
- major bezpieczeństwa państwowego (28 kwietnia 1941)
- starszy major bezpieczeństwa państwowego (13 sierpnia 1941)
- komisarz bezpieczeństwa państwowego (14 lutego 1943)
- generał major (9 lipca 1945 r.)

## Ordery i odznaczenia
- Order Lenina (dwukrotnie – 16 czerwca 1941 i 12 maja 1945)
- Order Czerwonego Sztandaru (dwukrotnie – 13 listopada 1937 i 3 listopada 1944)
- Order Suworowa II klasy (5 listopada 1944 r.)
- Medal Aleksandra Newskiego.